# リッピンコット・ウィリアムズ・アンド・ウィルキンス
リッピンコット・ウィリアムズ・アンド・ウィルキンス（Lippincott Williams & Wilkins）はアメリカ合衆国、ペンシルベニア州フィラデルフィアに本社を置く出版社。LWWと略される。
1792年にフィラデルフィアでベンジャミン・ワーナーとジェイコブ・ジョンソンが共同で創業した書肆がルーツとされている。1836年にジョシュア・ボウリンガー・リッピンコット（1813年 - 1886年）がこの書肆を買収しJ・B・リッピンコットに社名を変更。以後、宗教書・ビジネス書などを手広く扱う総合出版社となり、特に4代目社長のジョゼフ・ウォートン・リッピンコット（1887年 - 1976年）は1939年に代表者の死去で廃業したニューヨークの書肆、F・A・ストークスが刊行していた文芸書を中心とする出版物を「ストークス・ブックス」のレーベル名で継承するなど積極的な拡大路線を採った。現在の主力分野は、1950年代より進出した医学に関する書籍やジャーナルである。
ジョシュアが死去した後もリッピンコット家の同族経営が4代にわたり続いたが、5代目社長のジョゼフ・リッピンコット・ジュニア（1914年 - 2003年）は1978年にハーパー（現ハーパーコリンズ）へ株式を売却して代表権を返上し、リッピンコット社の同族経営は終わりを告げた。1990年にはオランダの医学書出版社、ウォルターズ・クルワーがハーパーよりリッピンコットを買収し、1995年にウォルターズ・クルワー傘下のレイブン・プレス（Raven Press）と合併してリッピンコット・レイブンとなるが、1998年にはさらにウィリアムズ・アンド・ウィルキンスと合併してLWWとなり、現在に至る。
米国外では、ロンドン・香港・シドニーに事業所を設置している。